# چک ۳۶ ان‌بی
چک ۳۶ ان‌بی (به انگلیسی: Chak 36 NB) یک روستا در پاکستان است که در سرگودها واقع شده‌است. چک ۳۶ ان‌بی ۵۰٬۰۰۰ نفر جمعیت دارد.